# HD 128311 c
HD 128311 c ist ein Exoplanet, der den Hauptreihenstern HD 128311 alle 928 Tage umkreist. Auf Grund seiner hohen Masse wird angenommen, dass es sich um einen Gasplaneten handelt.

## Entdeckung
Der Planet wurde mit Hilfe der Radialgeschwindigkeitsmethode von Steven Vogt et al. im Jahr 2005 entdeckt.

## Umlauf und Masse
Der Planet umkreist seinen Stern in einer Entfernung von ca. 1,76 Astronomischen Einheiten und hat eine Masse von ca. 1024 Erdmassen bzw. 3,22 Jupitermassen.